# Pseudoneureclipsis akarnanos
Pseudoneureclipsis akarnanos är en nattsländeart som beskrevs av Malicky och Chantaramongkol 1997. Pseudoneureclipsis akarnanos ingår i släktet Pseudoneureclipsis och familjen fångstnätnattsländor. Inga underarter finns listade i Catalogue of Life.